# CYDSA
CYDSA, S.A.B. de C.V., más conocida como Cydsa, es una empresa mexicana compuesta por dos áreas de negocio: productos y especialidades químicas (Sales del Istmo, IQUISA, Quimobásicos) e hilaturas para manufacturas textiles (Derivados Acrílicos).
Las acciones de Cydsa se cotizan en la Bolsa Mexicana de Valores.

## Historia
Los ingenieros químicos Miguel G. Arce Santamaría Pedro Pineda e Indalecio González Villarreal, con el apoyo de inversionistas encabezados por Andrés G. Sada, fundan en el 27 de diciembre de 1945 Celulosa y Derivados, S.A. para cubrir el campo de rayón para la industria textil con equipo de segunda mano importado de Estados Unidos. La primera fibra de rayón se vendió en la Alameda de Monterrey como Pelo de ángel para decorar árboles de Navidad. Después de dos años empieza a producir cuerda de rayón para manufactura de llantas.
En 1953 se funda Celorey, S.A. y en 1955 empieza a producir la película transparente de celulosa.
En cooperación con Akzo fundan en 1959 la subsidiaria Fibras Químicas, S.A. de C.V. con un 60 % de participación. En 1961 se crea Quimobásicos, S.A. para producir gases propelentes y refrigerantes.

## Expansión
En el año de 1956 construye la primera planta de tratamiento de aguas negras para reutilización industrial. El 1 de septiembre de 1965 se constituye la empresa controladora Cydsa, S.A.
El 15 de enero de 1973 empieza a cotizar en la Bolsa de Valores.
En 1977 vende su participación de Fibras Químicas, S.A. de C.V. al Grupo Industrial Alfa. 
Aprovechando la experiencia en el tratamiento de aguas residuales transforma en 1991 su departamento de tratamiento de agua en el Laboratorio Central de Atlatec para apoyar a otras empresas.
En el año 1992 compra la empresa San Marcos Textil dedicada a la fabricación y venta de cobertores ubicada en Aguascalientes

## Crisis
Grupo Cydsa, S.A. de C.v. vende en el año de 2001 Atlatec a la empresa EARTH TECH filial de Tyco Co.
En el año 2004 cierra la empresa San Marcos Textil, empieza a desincorporar las empresas de Masterpak, su división de Empaques. 
En el año 2005 realiza el cierre definitivo de la misma Masterpak vendiendo previamente la empresa Película Impresa y Laminada (Planta Tultitlán), suspende las operaciones de Crysel realizando su cierre durante el 2006.

## Consolidación
En el año 2008 vende las empresas Policyd y Plásticos Rex a Mexichem

## Organización
El primer consejo de administración estuvo formado por Andrés G. Sada García, Miguel G. Arce Santamaría, Diego G. Sada, Indalecio González V., Romulo Garza, Carlos González Lafón.
En 1973 sucede el primer cambio organizacional al dejar Miguel G. Arce Santamaría la dirección general del grupo para ser sustituido por Andrés Marcelo Sada Zambrano.